# روجرز ماسون
روجرز ماسون (بالإنجليزية: Rogers Masson)‏ هو منتج أسطوانات وكاتب أغاني وملحن أمريكي، ولد في 8 أكتوبر 1968.

## وصلات خارجية
- روجرز ماسون على موقع IMDb (الإنجليزية)

- الموقع الرسمي